# Apolonij
Apolonij [apolónij] (starogrško Ἀπολλώνιος ὁ Περγαῖος, latinizirano: Apollōnios hó Pergaíos), starogrški matematik, geometer in astronom, * 265 pr. n. št., Pergeja (sedaj Pamfilija, Anatolija, Turčija), † 170 pr. n. št., Aleksandrija ali pa verjetno Pergamon.

## Življenje in delo
Apolonij je študiral v Muzeju (Museion) v Aleksandriji po Paposu pri Evklidovih učencih. Morda je bil celo Arhimedov učenec. Nato je poučeval in deloval v Aleksandriji in v Pergamonu, glavnemu mestu tedanjega helenističnega kraljestva zahodne Anatolije. Imenovali so ga »Veliki Geometer«. V Pergamu so tedaj podobno kot v Aleksandriji zgradili univerzo in knjižnico. Med bivanjem v Pergamonu je srečal Evdema in Atala. Pri raziskovanju stožnic je uporabljal algebrske metode. Analitična geometrija se je po delih Descartesa, de Fermata, Wallisa, de Witta, l'Hospitala in Newtona popolnoma osvobodila Apolonijeve algebrske metode leta 1748 z Eulerjevim delom Uvod v neskončno analizo (Introductio in analysin infinitorum).
Apolonij je leta 225 pr. n. št. napisal razpravo v 8. knjigah O stožnicah (Razprava o koničnih presekih), od katerih se jih je ohranilo 7, toda 3 samo v arabskem prevodu. Prvo izdajo je napisal že v Pergamu. Prve tri knjige je v končni inačici posvetil Evdemu, ostale dele pa Atalu. Apolonij se je skliceval na svoje predhodnike Evklida, Nikotela in Konona, Arhimedovega učitelja in prijatelja. To je razprava o elipsi, paraboli in hiperboli, ki jih je predstavil kot preseke krožnega stožca, in ki se konča z obravnavanjem evolut stožnic. Te stožnice so znane še danes po imenih, ki jih je rabil Apolonij. Z njimi se Evklid še ni ukvarjal. Nanašajo se na določene ploščinske značilnosti teh krivulj, ki jih v današnji pisavi izražamo z enačbama (homogena oznaka, p, d sta pri Apoloniju daljici):
{\displaystyle y^{2}=p\;x\!\,,}
{\displaystyle y^{2}=p\;x\pm {\frac {p\;x^{2}}{d}}\!\,,}
(plus da hiperbolo, minus elipso). Tu pomeni parabola primero, elipsa primankljaj, hiperbola presežek. Apolonij ni poznal naše koordinatne metode, ker ni imel popolnejše algebrske pisave, ki jo je najbrž pod vplivom Evdoksove šole zavestno zavračal. Toda mnoge njegove rezultate lahko takoj prepišemo v koordinatni jezik, vključno z značilnostjo evolut, ki je istovetna s kartezično enačbo. Bistvo analitične geometrije je proučevanje geometrijskih mest z njihovimi enačbami in to je bilo prav gotovo znano Grkom, kar jim je služilo kot osnova za proučevanje stožnic. Tudi za druge Apolonijeve knjige lahko rečemo enako. Vsebujejo algebrsko geometrijo v geometrijskem in zato homogenem jeziku. Prve 4. knjige vsebujejo sistematično znanje stožnic, ki so ga razvili pred njim že Evklid, Aristej in Menehmo. Veliko je novih izrekov v 3. in 4. knjigi. Tukaj je Apolonij uvedel tudi pojme parabole, elipse in hiperbole. 5., 6. in 7. knjiga pa so popolnoma izvirne. Njegova nadarjenost se posebej kaže v 5. knjigi, kjer je obravnaval normale kot najmanjše in največje premice iz danih točk h krivulji (neodvisno od značilnosti tangent). Opisal je kako lahko narišemo veliko normal iz določenih točk, kako s konstrukcijo najdemo njihove najnižje točke in podal naloge določevanja središča ukrivljenosti v poljubni točki. Ti rezultati vodijo neposredno h kartezični enačbi za evolute stožnic.
Pojavil se je Apolonijev tangentni problem, ki zahteva konstrukcijo kroga, ki se dotika treh danih krogov. Kroge lahko v lažjem primeru nadomestimo s premicami in točkami. V splošnem je 8 rešitev. Takšen krog je znan po imenu Apolonijev krog. Apolonijev krog je množica vseh točk v ravnini, katerih razdalji od dveh danih negibnih točk A in B na tej ravnini, imata stalno razmerje λ.
Pri Apoloniju se je prvič v eksplicitni obliki pojavila zahteva, naj se pri geometrijskih konstrukcijah uporablja samo šestilo in ravnilo brez enot. To pomeni, da to ni bila tako splošno grška zahteva, kot se včasih misli.
Njegovo teorijo epiciklov v astronomiji je po podatkih in zamislih povzel Hiparh. Apolonij je poskušal uskladiti Aristarhove in Evdoksove zamisli o gibanju planetov s svojim sestavom, v katerem se planeti gibljejo okrog Sonca, ta pa skupaj z njimi kroži okrog Zemlje. Podoben sestav je pozneje izdelal de Brahe.
Apolonij je dokazal, da je gibanje planeta po ekscentričnem tiru enakovredno gibanju po epicikličnem, če je polmer epicikličnega tira enak razdalji do središča epicikla (deferentu), polmer epicikla pa je izsrednost. Po tej domnevi lahko gibanje zunanjih planetov pojasnimo tako, da jih pritrdimo na vrteče krogle, katerih središče kroži okrog Zemlje. Za razliko od epiciklov notranjih planetov Merkurja in Venere, katerih središče je bilo Sonce, so se središča epiciklov ostalih planetov izkazala le kot matematične točke. Še posebej so ga zanimale točke, v katerih planeti navidezno mirujejo.
V arabščino je prevajal Apolonija Tabit. Apolonijeve knjige I-IV, V-II so prvič v latinščini izšle leta 1661. Njegovo drugo še ohranjeno delo O sorazmernem preseku (De sectione rationis) je delno iz arabščine prevedel leta 1706 Halley. Njegovo delo O valjasti vijačnici je omenjal D. Prokl.
Evtokij je navedel, da je Apolonij v svojem delu Hitri prinos izračunal boljše približke za π od Arhimedovih približkov 22/7 in 223/71. O Apolonijevem delu je pozneje veliko pisal Papos. Papos je omenil še 5 izgubljenih Apolonijevih del O prostorskem preseku, O določenem preseku, Dotikališča, iz katerega izhaja Apolonijev tangentni problem, Poševnosti ali (Nakloni) in Prostorska ravnina. Mnogi so navajali tudi njegovo izgubljeno delo O gorečem ogledalu, ki obravnava optiko. Apolonij je pokazal, da se vzporedni svetlobni žarki na krogelnem zrcalu ne bodo odbijali v krogelno središče, kot so mislili pred njim. Raziskal je tudi značilnosti gorišč paraboličnih zrcal. Apolonij je napisal tudi delo Primerjava dodekaedra in ikozaedra, postavljena v isto kroglo. V delu z neznanim naslovom je Apolonij razvil svoj sistem tetrad, četvork. To je metoda zapisovanja in množenja velikih števil. V svojem izgubljenem delu O neurejenih iracionalnih razmerjih je naprej razvil Evdoksovo teorijo iracionalnih razmerij, opisane v 10. knjigi Evlidovih Elementov. Če bi se to delo ohranilo, bi verjetno pozneje Dedekind, Cantor, Weierstrass in drugi tvorci sodobne teorije iracionalnih števil poleg Evdoksovega črpali tudi iz tega Apolonijevega neohranjenega dela.